# Peyk-i Şevket (Schiff, 1907)
Die Peyk-i Şevket (Osmanische Sprache Bote seiner Majestät) war ein in Deutschland gebauter Torpedokreuzer der osmanischen Marine. Nach dem Ersten Weltkrieg diente sie als Peyk, ebenso wie ihr Schwesterschiff Berk-i Satvet, bis Mitte der 1940er Jahre als Schulschiff in der neuen türkischen Marine.

## Einsatzgeschichte
Erste Kriegseinsätze erfolgten während des Italienisch-Türkischen Krieges 1911 bis 1912, als sich die Peyk-i Şevket bei der türkischen Flottille im Roten Meer befand und schließlich in Sues interniert wurde, wo sie auch während des Ersten Balkankrieges verblieb, der noch während des Krieges mit Italien begann.
Im Ersten Weltkrieg bildete sie mit ihrem Schwesterschiff und den Kreuzern Hamidiye und Mecidiye anfangs die 2. (Kreuzer-)Division. Am 27. Oktober 1914 versammelte der neue osmanische Flottenchef, der deutsche Vizeadmiral Wilhelm Souchon, die einsatzbereiten Teile der osmanischen Marine bei Kilyos, nördlich von Istanbul, um – getarnt als Übung – eine Offensive gegen die russische Flotte im Schwarzen Meer zu beginnen. Die Kommandanten erfuhren erst auf See bei einer Besprechung auf dem Flaggschiff Yavuz Sultan Selim die Pläne Souchons, der mehrere russische Häfen gleichzeitig angreifen wollte. Die Peyk-i Şevket erhielt den Auftrag, das Unterwasserkabel zwischen Warna und Sewastopol zu zerstören.
Am 6. Dezember sicherte sie zusammen mit ihrem Schwesterschiff Berk-i Satvet, dem Schlachtkreuzer Yavuz Sultan Selim und dem Kleinen Kreuzer Mecidiye einen großen Konvoi mit Truppen und Versorgungsgütern nach Trabzon, das wegen eines russischen Minenfelds nicht mehr direkt angelaufen werden konnte. Die Entladung musste in Rize erfolgen. Im Anschluss lief die Peyk-i Şevket mit dem Schlachtkreuzer nach Batumi, das beschossen wurde.
Am 6. August 1915 wurde die Peyk-i Şevket vom britischen U-Boot E11 im Marmarameer vor Silivri torpediert und beschädigt. Sie war erst 1917 wieder einsatzbereit und wurde dann als Schulschiff genutzt. Am 31. Oktober 1918 wurde sie als Folge der osmanischen Kapitulation in Istanbul aufgelegt.
1924 wurde sie in Peyk umbenannt und für die türkische Marine in Gölcük instand gesetzt. Von 1936 bis 1938 erfolgte erneut in Gölcuk eine Modernisierung. Die Bewaffnung bestand danach aus zwei 88-mm-Geschützen und vier 37-mm-Kanonen. 1944 wurde die Peyk außer Dienst gestellt und 1954 schließlich abgebrochen.

## Erneute Verwendung der Namen
Die türkische Marine erhielt 1972 und 1975 zwei in der Türkei gebaute Geleitzerstörer der US-amerikanischen Claud-Jones-Klasse, die Fregatten TCG Berk (D 358) und TCG Peyk (D 359).